# Turdus serranus
Turdus serranus е вид птица от семейство Turdidae.

## Разпространение
Видът е разпространен в Аржентина, Боливия, Венецуела, Еквадор, Колумбия и Перу.